# 122e régiment d'infanterie territoriale
Le 122e régiment d'infanterie territorial est un régiment d'infanterie de l'armée de terre française qui a participé à la Première Guerre mondiale.

## Création et différentes dénominations
Le régiment reçoit son numéro par décret du 19 mars 1875, en prévision de la mobilisation.

## Historique des garnisons, combats et batailles

### Première Guerre mondiale

#### Affectation
- 125e Division d'Infanterie en 1916
- 77e Division d'Infanterie d'août à novembre 1918

#### 1915
- Front de l'Argonne : Récicourt, forêt de Hesse, Parois

#### 1916
Travaux de défense, réparation de routes et voies ferrées pilonnées par l'artillerie ennemie : 
- sur le front de l'Argonne pendant l'offensive de Verdun
- sur le front à Maricourt, Leforest, Ferme de l'Hôpital, pendant l'offensive de la Somme.

#### 1917
- Offensive de l'Aisne : Bois de Beau-Marais, bois Clauzade, Ferme du Choléra, bois de la Miette.

## Drapeau
Il porte, cousues en lettres d'or dans ses plis, les inscriptions suivantes :
- Argonne 1915